# Districte administratiu de Frutigen-Niedersimmental
El Districte administratiu del Frutigen-Niedersimmental és un dels 10 Districtes administratius del Cantó de Berna a Suïssa.
Es tracta d'un districte germanòfon i com la resta fou creat el dia 1 de gener de 2010 a partir de dos antics districtes, concretament el de Frutigen i de Niedersimmental.
El municipi de Frutigen és el cap del nou districte, que compta amb un total de 13 municipis i una població de 38871 habitants (a 31 de desembre de 2008), per a una superfície de 773,80 km².

## Llista de municipis
| Escut                    | Municipi                 | Habitants (31 de desembre de 2008) | Superfície en km² |
| ------------------------ | ------------------------ | ---------------------------------- | ----------------- |
| Adelboden                | Adelboden                | 3615                               | 88.2              |
| Aeschi bei Spiez         | Aeschi bei Spiez         | 1981                               | 30.9              |
| Därstetten               | Därstetten               | 857                                | 32.8              |
| Diemtigen                | Diemtigen                | 2145                               | 130.0             |
| Erlenbach im Simmental   | Erlenbach im Simmental   | 1694                               | 36.7              |
| Frutigen                 | Frutigen                 | 6682                               | 71.8              |
| Kandergrund              | Kandergrund              | 811                                | 32.0              |
| Kandersteg               | Kandersteg               | 1203                               | 134.5             |
| Krattigen                | Krattigen                | 953                                | 6.0               |
| Oberwil im Simmental     | Oberwil im Simmental     | 804                                | 46.0              |
| Reichenbach im Kandertal | Reichenbach im Kandertal | 3398                               | 125.8             |
| Spiez                    | Spiez                    | 2 453                              | 16.8              |
| Wimmis                   | Wimmis                   | 2275                               | 22.3              |
|                          | Total: 13                | 38.871                             | 773,8             |